# آرثر جورج كلاين
آرثر جورج كلاين (بالإنجليزية: Arthur George Klein)‏ هو قاضي ومحامي وسياسي أمريكي، ولد في 8 أغسطس 1904 في نيويورك في الولايات المتحدة، وتوفي بنفس المكان في 20 فبراير 1968. حزبياً، نشط في الحزب الديمقراطي. وقد انتخب Justice of the New York State Supreme Court ‏ (1957 – ) وانتخب عضو ‏ (1935 – 1941) وانتخب عضو مجلس النواب الأمريكي.